# Seleção Siciliana de Futebol
A Seleção Siciliana de Futebol é a seleção de futebol representativa da ilha da Sicília. É controlada pela Associação de Futebol da Sicília e também é coloquialmente conhecida pelo nome de Naziunali Siciliana. A SFA foi fundada em 2020.
Não é filiada à FIFA nem à UEFA e, portanto, não tem permissão para participar da Copa do Mundo nem da Eurocopa. No entanto, desde junho de 2021 a SFA está associada à CONIFA. Portanto a equipe pode participar da Copa do Mundo CONIFA e da Copa Europeia CONIFA.